# Gmina Ulhówek
Die Gmina Ulhówek ist eine Landgemeinde im Powiat Tomaszowski der Woiwodschaft Lublin in Polen. Ihr Sitz ist das gleichnamige Dorf mit etwa 1250 Einwohnern.

## Gliederung
Zur Landgemeinde Ulhówek gehören folgende Ortschaften mit einem Schulzenamt:
Budynin
Dębina
Dębina-Osada
Dyniska
Hubinek
Korczmin
Korczmin-Osada
Krzewica
Machnówek
Magdalenka
Oserdów
Podlodów
Rokitno
Rzeczyca
Rzeplin
Rzeplin-Osada
Szczepiatyn
Szczepiatyn-Osada
Tarnoszyn
Ulhówek I
Ulhówek II
Wasylów
Wasylów Wielki
Żerniki
Weitere Orte der Gemeinde sind:
Kolonia Hubinek
Kolonia Rzeczyca
Kolonia Rzeplin
Kolonia Ulhówek
Korea
Mogiła
Ostrów
Pod Brodem
Podlipy
Posadów
Przymiarki
Rechulówka
Sidorówka
Turyna
Wandzin
Wygon